# Riiamägi
Riiamägi eller Riia mägi är en kulle i centrala Tartu i Estland. Den ligger i den sydöstra delen av landet, 160 km sydost om huvudstaden Tallinn. Toppen på Riiamägi är 64 meter över havet.